# تيرينس إنجلش
تيرينس إنجلش (بالإنجليزية: Terence English)‏ هو جراح جنوب أفريقي وبريطاني، ولد في 3 أكتوبر 1932 في جنوب أفريقيا.

## وصلات خارجية
- الموقع الرسمي